# Anastasia Sáenz
Anastasia Sáenz (San Isidro, 25 gennaio 1985) è un'ex cestista argentina.

## Carriera
Con l'Argentina ha disputato i Campionati americani del 2007.